# 卡登巴赫
卡登巴赫是德国莱茵兰-普法尔茨州的一个市镇。总面积4.45平方公里，总人口1366人，其中男性690人，女性676人（2011年12月31日），人口密度307人/平方公里。